# Херман II фон Кастел
Херман II (III) фон Кастел (на немски: Hermann II (III) zu Castell; † ок. 1331 в Италия) от род Кастел е от 1307 г. до смъртта си владетел на графство Кастел в „долния дворец“ до Кастел. С неговата смърт завършва линията „долен дворец“ (Unteren Schloss).

## Произход
Той е петият син на граф Хайнрих II фон Кастел († сл. 1307) и втората му съпруга Аделхайд фон Цолерн-Нюрнберг († 1307), дъщеря на Фридрих III фон Хоенцолерн, бургграф на Нюрнберг († 1297) и Елизабет фон Андекс-Мерания († 1273).
Брат е на граф Руперт IV († 1314), Фридрих (* ок. 1293), Бертхолд I († 1300), Конрад I (* ок. 1301), Хедвиг († сл. 1331), и Конрад I (* ок. 1301).

## Фамилия
Херман II се жени ок. 1293 г. за маркграфиня Маргарета фон Бургау († сл. 1322), дъщеря на маркграф Хайнрих IV фон Бургау († 1301) и Маргарета фон Хоенберг († сл. 1295), племенница на римско-немския крал Рудолф I.
 Те имат две деца:
- Фридрих IV фон Кастел († 6 май 1325)
- Агнес фон Кастел († 14 септември 1365), омъжена пр. 29 юни 1334 г. за Готфрид III фон Хоенлое-Браунек († 1367/1368)[4]